# Audra Mikalauskaitė
Audra Mikalauskaitė (* 9. Januar 1960 in Vilnius) ist eine litauische Politikerin und ehemalige Vizeministerin.

## Leben
Nach dem Abitur 1978 an der Salomėja Nėris-Mittelschule absolvierte Mikalauskaitė 1987 das Diplomstudium der Medizin mit Schwerpunkt Pädiatrie an der Vilniaus universitetas, 1993 die Residentur der Kinderneurologie an der Kauno medicinos akademija und 2000 das Masterstudium des Managements an der Vilniaus Gedimino technikos universitetas. Von 1995 bis 1997 bildete er sich weiter an der Universität Utrecht, in der Schweiz und Dänemark, 2000 in Österreich. Von 1993 bis 1997 arbeitete sie bei der Poliklinik Antakalnis und Kliniken Kaunas als Kinderneurologin. Von 1994 bis 1997 war sie Beraterin am Gesundheitsministerium Litauens. Von 1997 bis 2009 leitete sie eine Unterabteilung und danach war stellv. Departamentsdirektorin am Sozialministerium Litauens.
Von 2009 bis 2012 war sie stellvertretende Ministerin für Soziales.
Sie ist ledig.